# Ferenc Berkes

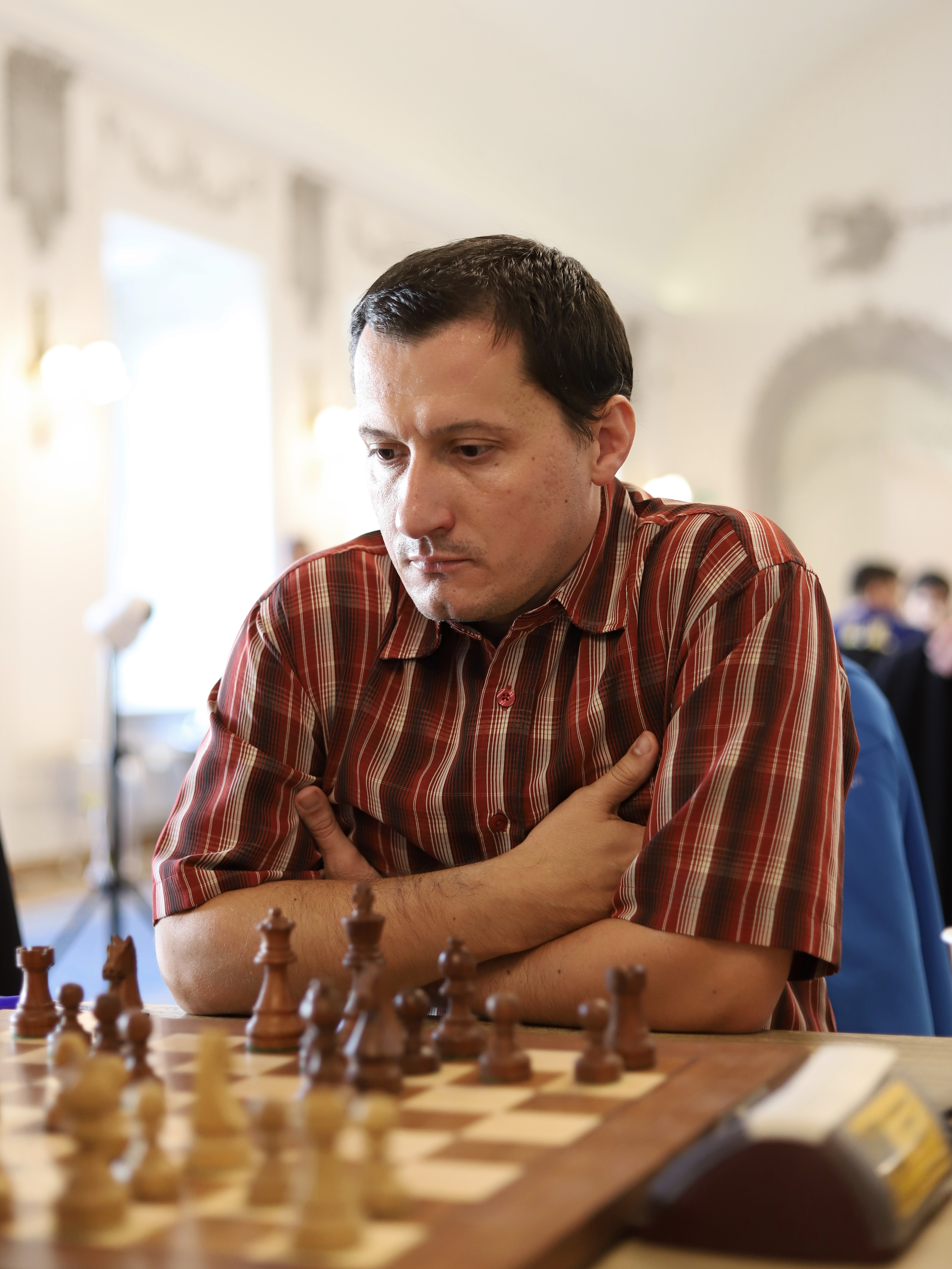
Ferenc Berkes (2021)

Ferenc Berkes (8 augustus 1985) is een Hongaarse schaker met FIDE-rating 2648 Hij is een grootmeester (GM). 
- Van 12 t/m 22 juni 2005 speelde hij mee in het Marx György-grootmeestertoernooi, dat in Paks Hongarije gespeeld werd. Hij eindigde met 5 uit 10 op de vierde plaats. Het toernooi werd gewonnen door Zoltán Almási met 6,5 punt.
- Van 10 t/m 18 mei 2005 speelde Berkes mee in het toernooi om het kampioenschap van Hongarije en behaalde hij 4,5 punt.
- Van 9 t/m 22 november 2005 speelde Berkes mee in het wereldkampioenschap voor de jeugd, dat in Istanboel gespeeld werd. Shakhriyar Mamedyarov werd met 10,5 punt kampioen en Ferenc Berkes eindigde met 9,5 punt op de tweede plaats.
- In 2014 werd hij gedeeld 1e-4e in het ZMDI Open toernooi in Dresden.[1]